# Чемпионат мира по бобслею и скелетону 2020
67-й чемпионат мира по бобслею и скелетону прошёл с 21 февраля по 1 марта 2020 года на санно-бобслейной трассе в немецком Альтенберге. 

## Расписание
| Дата       | Время (местное) | Дисциплина                     |
| ---------- | --------------- | ------------------------------ |
| 21 Февраля | 17:00           | Двойки (женщины) 1 и 2 раунд   |
| 22 Февраля | 11:20           | Двойки (мужчины) 1 и 2 раунд   |
| 22 Февраля | 15:30           | Двойки (женщины) 3 и 4 раунд   |
| 23 Февраля | 14:30           | Двойки (мужчины) 3 и 4 раунд   |
| 29 Февраля | 13:30           | Четвёрки (мужчины) 1 и 2 раунд |
| 1 Марта    | 13:00           | Четвёрки (мужчины) 3 и 4 раунд |

| Дата       | Время | Дисциплина          |
| ---------- | ----- | ------------------- |
| 27 Февраля | 10:00 | Мужчины 1 и 2 раунд |
| 28 Февраля | 09:30 | Женщины 1 и 2 раунд |
| 28 Февраля | 13:00 | Мужчины 3 и 4 раунд |
| 29 Февраля | 12:30 | Женщины 3 и 4 раунд |
| 1 Марта    | 10:00 | Смешанные команды   |

## Медальная таблица
*   Принимающая страна (Германия)
| Место          | Страна         | Золото | Серебро | Бронза | Всего |
| -------------- | -------------- | ------ | ------- | ------ | ----- |
| 1              | Германия*      | 5      | 4       | 2      | 11    |
| 2              | США            | 1      | 0       | 0      | 1     |
| 3              | Канада         | 0      | 1       | 1      | 2     |
| 4              | Швейцария      | 0      | 1       | 0      | 1     |
| 5              | Австрия        | 0      | 0       | 1      | 1     |
| 5              | Италия         | 0      | 0       | 1      | 1     |
| 5              | Латвия         | 0      | 0       | 1      | 1     |
| Всего стран: 7 | Всего стран: 7 | 6      | 6       | 6      | 18    |

## Медалисты

### Бобслей
| Дисциплины                  | Золото                                                                          | Золото         | Серебро                                                                      | Серебро         | Бронза                                                            | Бронза          |
| --------------------------- | ------------------------------------------------------------------------------- | -------------- | ---------------------------------------------------------------------------- | --------------- | ----------------------------------------------------------------- | --------------- |
| Двойки (мужчины) Протокол   | Германия · Франческо Фридрих · Торстен Маргис                                   | 3:40,44 (0,00) | Германия · Йоханнес Лохнер · Кристофер Вебер                                 | 3:42,09 (+1,65) | Латвия · Оскарс Киберманис · Матисс Микнис                        | 3:42,23 (+1,79) |
| Четвёрки (мужчины) Протокол | Германия · Франческо Фридрих · Мартин Гроткопп · Канди Бауэр · Александр Шуллер | 3:36.09(0,00)  | Германия · Йоханнес Лохнер · Кристофер Вебер · Флориан Бауэр · Кристиан Расп | 3:36.14(+0,05)  | Германия · Нико Вальтер · Пауль Кренц · Джошуа Блум · Эрик Франке | 3:36.32(+0,23)  |
| Двойки (женщины) Протокол   | США · Кейли Хамфрис · Лорен Гиббс                                               | 3:45,49 (0,00) | Германия · Ким Калики · Кира Липперхайде                                     | 3:45,86 (+0,37) | Канада · Кристин де Брёйн · Кристен Буйновски                     | 3:46,55 (+1,06) |

### Скелетон
| Дисциплины                 | Золото                                        | Золото         | Серебро                                 | Серебро         | Бронза                                       | Бронза          |
| -------------------------- | --------------------------------------------- | -------------- | --------------------------------------- | --------------- | -------------------------------------------- | --------------- |
| Мужчины Протокол           | Германия · Кристофер Гротхер                  | 3:44.81 (0.00) | Германия · Аксель Юнг                   | 3:44.83 (+0.02) | Германия · Александр Гасснер                 | 3:44.86 (+0.05) |
| Женщины Протокол           | Германия · Тина Херман                        | 3:54.52 (0.00) | Швейцария · Марина Джилардони           | 3:54.74 (+0.22) | Австрия · Жанин Флок                         | 3:55.43 (+0.91) |
| Смешанные команды Протокол | Германия · Жаклин Лёллинг · Александр Гасснер | 1:55,39 (0,00) | Канада · Джейн Ченнелл · Дэйв Грешчишин | 1:55,40 (+0,01) | Италия · Валентина Маргальо · Маттиа Гаспари | 1:55,82 (+0,43) |